# Stretton (Rutland)
Stretton – wieś w Anglii, w hrabstwie Rutland. Leży 12 km na północny wschód od miasta Oakham i 140 km na północ od Londynu. W 2001 miejscowość liczyła 770 mieszkańców.